# Bańska Niżna
Bańska Niżna (prononciation : [ˈbaɲska ˈniʐna]) est une localité polonaise de la gmina de Szaflary et du powiat de Nowy Targ en voïvodie de Petite-Pologne.